# Kafr

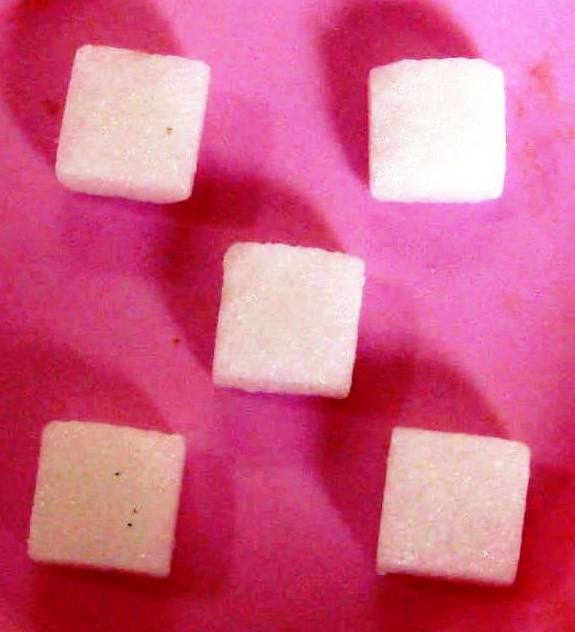
Kafrové kostky

Kafr (1,7,7-trimethylbicyklo[2.2.1]heptan-2-on) je přírodní látka získávaná původně ze dřeva stromu kafrovníku (Cinnamomum camphora). Je obsažen také v bornejském stromu Dryobalanops aromatica, v silici bazalky, rozmarýny lékařské, šalvěje lékařské, v mrkvi atd. V současnosti se vyrábí i synteticky. Z chemického hlediska jde o monoterpen.

## Historie

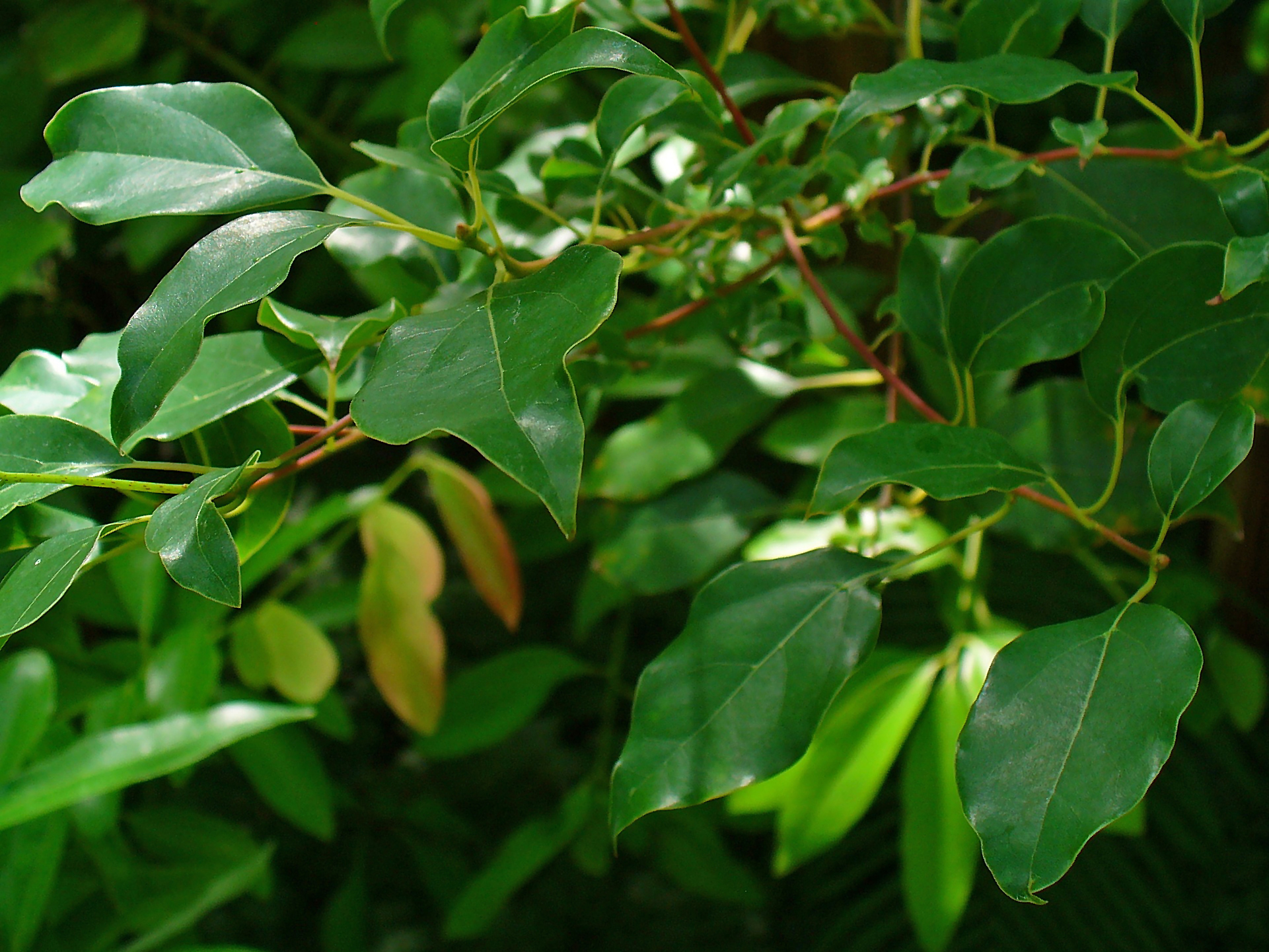
Listy stromu kafrovníku.

Slovo kafr pochází z francouzského slova camphre či přímo ze středověké latiny od slova camfora. Název byl nakonec odvozen ze staré malajštiny z termínu „kapur barus“, což v doslovném překladu znamená „křída z Barusu“. Barus byl název starověkého přístavu v blízkosti dnešního města Sibolga na západním pobřeží ostrova Sumatra (dnes jde o provincii Severní Sumatra v Indonésii), kde probíhal především čilý obchod s kořením a právě kafrem. Termín kapur barus znamenalo tehdy pro obchodníky koupit tuhou silici stromu kafrovníku, kterou dodávali místní domorodci. I dnes mají místní kmeny pro mízu z kafrovníku široké využití od deodorantu, po použití při tradičních rituálech.

## Výroba
Kafr se dá vyrobit z alfa-pinenu, který je ve velkém množství obsažen v jehličnatých stromech. Dá se vydestilovat i z terpentýnu. Spolu s kyselinou octovou jako rozpouštědlem za katalýzy jiné silné kyseliny se alfa-pinen snadno přeskupí na kamfen, pomocí hydrolýzy je převeden na isoborneol a jeho oxidací vzniká kafr. V přírodě se pak vyskytuje především jako D-enantiomer.

## Použití
Kafr byl společně s nitrocelulózou využíván k výrobě celuloidu, prvního syntetického termoplastu.
V současnosti se používá jako repelent proti hmyzu, v pyrotechnice, aromaterapii, ale především v lékařství, kde je přidáván do mastí, jako součást zábalů, neboť má obdobné účinky jako menthol.

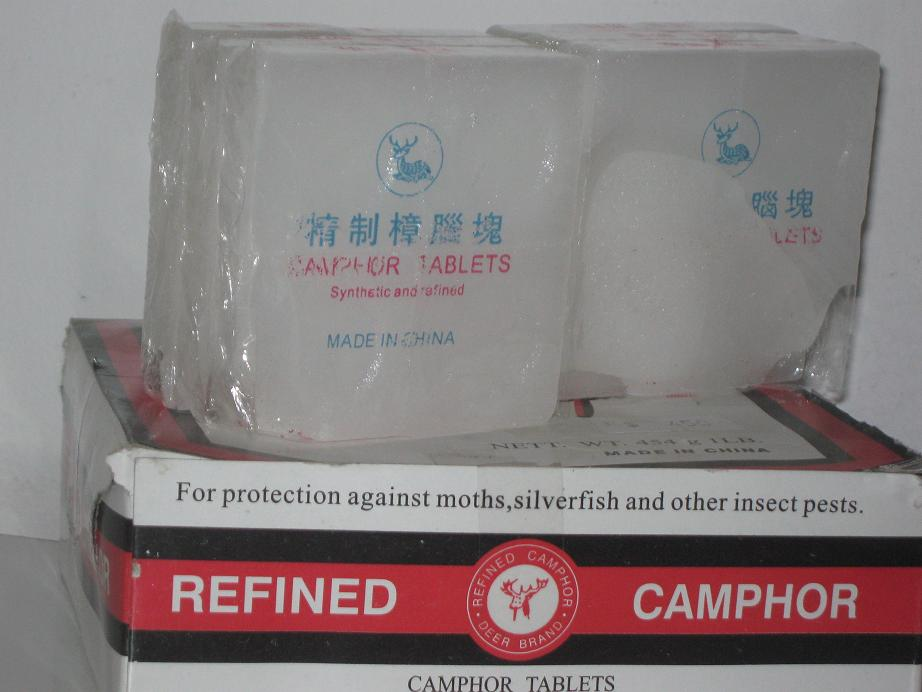
Rafinovaný syntetický kafr vyráběný v Číně.

Kafr má dráždivé účinky na kůži a sliznicích, čímž způsobuje jejich překrvení. Rychle vstřebává do kůže a urychluje průběh zánětlivého procesu tím, že zrychluje absorpci zánětu. Kromě toho v místě aplikace vyvolává hřejivý pocit a působí jako mírné lokální antiseptikum a anestetikum. Kromě zánětů působí pozitivně na unavené svaly, pomáhá při revmatických potížích a své místo má také v inhalátorech.[zdroj⁠?!] Zvláště v zemích jako Čína je to tradiční součást lidové medicíny. Je také prevencí proti rzi a umisťuje se do truhel s kovovými nástroji.
Ve starověké a středověké Evropě byl kafr používán i jako přísada do bonbónů. V současnosti je kafr používán jako ochucovadlo sladkostí v Asii. Při přípravě dezertů je zase kafr často používán v Indii, kde je známý pod názvem „kachha karpooram“ nebo „pachha karpoora“ („surový kafr“), dá se koupit i ve specializovaných obchodech s indickým zbožím jako „jedlý kafr“. Pod názvem „rasak karpooram“ je pak používán jako látka toxická, často jako repelent ukládaný mezi oblečení.
Kafr je široce využíván při hinduistických náboženských obřadech uctívajících boha Šivu (hindský bůh zkázy a znovuzrození). Hořící kafr nezanechává popel, který je v náboženství symbolem vědomí. V mnoha indických chrámech však bylo pálení kafru v hlavních svatyních omezeno, neboť hořící kafr uvolňuje silné těžké uhlíkaté zplodiny.

## Nebezpečnost
Při požití ve větším množství je kafr jedovatý. Může způsobit křeče, zmatenost, podrážděnost a neuromuskulární hyperaktivitu. V extrémních případech může dokonce lokální aplikace kafru vést k hepatotoxicitě. Smrtelná dávka u dospělých se pohybuje mezi 50–500 mg/kg (podáno perorálně). Obecně ale platí, že dva gramy mohou způsobit závažnou otravu a čtyři gramy jsou potenciálně smrtelné.